# Olearia
Die Olearia sind eine Pflanzengattung in der Familie der Korbblütler (Asteraceae). Das Verbreitungsgebiet der etwa 181 Arten liegt in Australasien. Einige Arten und ihre Sorten werden als Zierpflanzen in Parks und Gärten verwendet, sie sind in Mitteleuropa nicht winterhart.

## Beschreibung

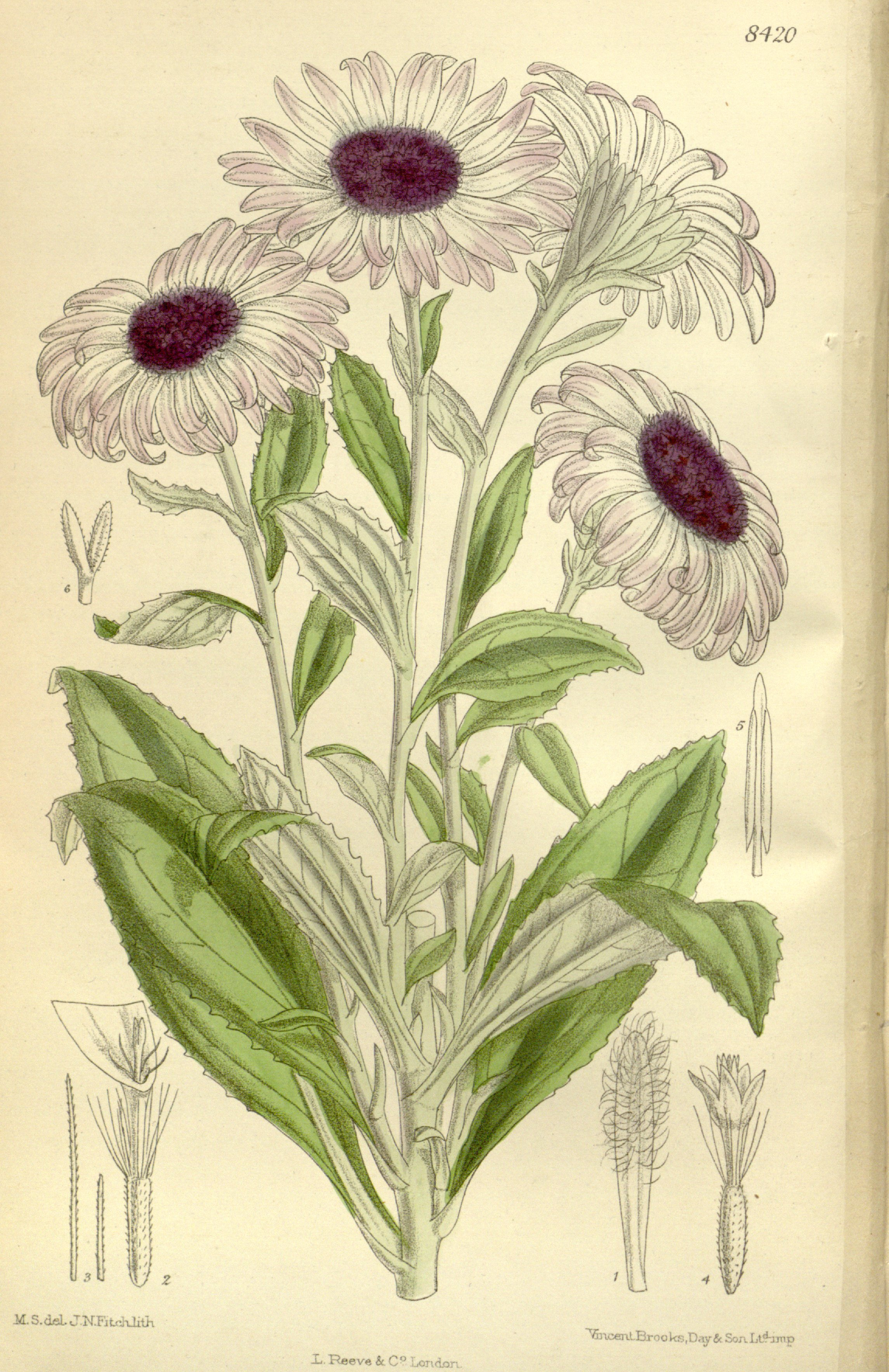
Illustration von Olearia chathamica

Olearia-Arten wachsen für diese Familie nicht so üblich meist als Sträucher und kleine Bäume. Die Pflanzenteile sind kahl oder behaart. Die wechselständig oder gegenständig an den Sprossachsen verteilt oder an den Spitzen der Sprossachsen konzentriert angeordneten Laubblätter können gestielt oder ungestielt sein. Die Blattspreite ist einfach. Die Blattränder können glatt oder gezähnt sein. Die Blattunterseite ist oft dicht behaart.
Die end- oder seitenständigen körbchenförmigen Blütenstände können einzeln oder zu mehreren in einem Gesamtblütenstand stehen und unterhalb der Körbe können Blütenstandsschäfte vorhanden sein. Die Blütenkörbchen sind Pseudanthien also blütenökologisch „Blumen“. Die in mehreren Reihen dachziegelartig übereinander angeordneten Hüllblätter (Involucralblätter) sind krautig mit trockenhäutigen Rändern bis ledrig. Auf dem Blütenkorbboden sind keine Spreublätter vorhanden. Die Blütenkörbe sind breit-halbkugelig bis schmal-eiförmig. Die Blütenkörbe enthalten meist einen einreihigen Kranz weiblicher Zungenblüten (auch Strahlenblüten genannt), selten fehlen sie, und im Zentrum wenige bis viele zwittrige Röhrenblüten (auch Scheibenblüten genannt). Die Zungenblüten können zungenförmig enden oder dünn bis fadenförmig sein. Die Staubbeutel sind an ihrer Basis spitz, stumpf oder geschwänzt. Die zwei abgeflachten Griffeläste besitzen kurze dicke Anhängseln oberhalb des Narbengewebes.
Die je nach Art kahlen bis unterschiedlich behaarten Achänen sind gestreift, stielrund bis leicht abgeflacht. Der Pappus besteht aus vielen ungleich großen Borsten.

## Ökologie
Olearia-Arten dienen Raupen von einigen Lepidoptera-Arten darunter Aenetus ligniveren aus der Gattung Aenetus als Nahrungspflanze, sie bohren in den Stämmen.

## Verbreitung
Das Verbreitungsgebiet der Gattung Olearia ist auf Australasien beschränkt. Olearia-Arten kommen nur in Australien (etwa 130 Arten), Tasmanien, der Lord-Howe-Insel, Neuseeland (etwa 38 Arten) und Neuguinea (15 bis 20 Arten) vor.

## Systematik
Die Gattung Olearia gehört zur Subtribus Hinterhuberinae aus der Tribus Astereae in der Unterfamilie Asteroideae innerhalb der Familie Asteraceae.
Die Erstveröffentlichung der Gattung Olearia erfolgte 1802 durch Conrad Moench in Supplementum ad Methodum Plantas: a staminum situ describendi, S. 254. Synonyme für Olearia Moench sind Steetzia Sonder, Orestion Raf. und Shawia J.R.Forst. & G.Forst. Die Typusart ist Olearia dentata Moench. nom. illeg. deren Basionym Aster tomentosus Wendl. ist. Der Gattungsname Olearia ehrt den Gelehrten Johann Gottfried Olearius, der im 17. Jahrhundert einen ansehnlichen Garten in Halle unterhielt und diesen in seinem Buch Specimen florae Hallensis beschrieb.
Es gibt etwa 181 Olearia-Arten:
- Olearia adenocarpa Molloy & Heenan

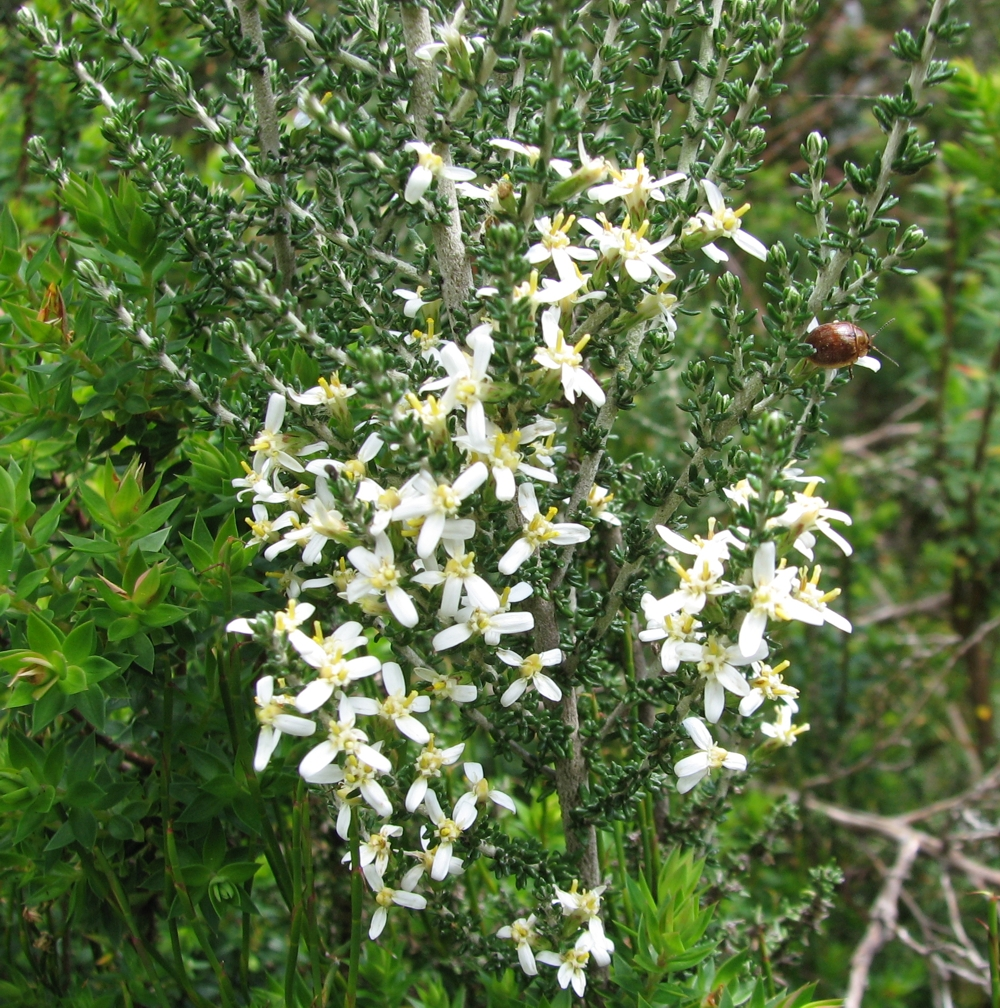
Olearia algida

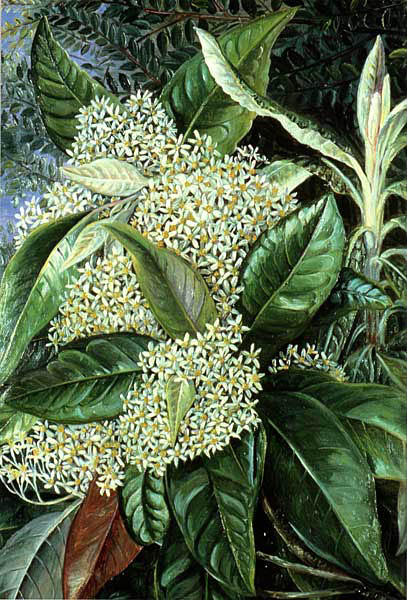
Abbildung von Olearia argophylla

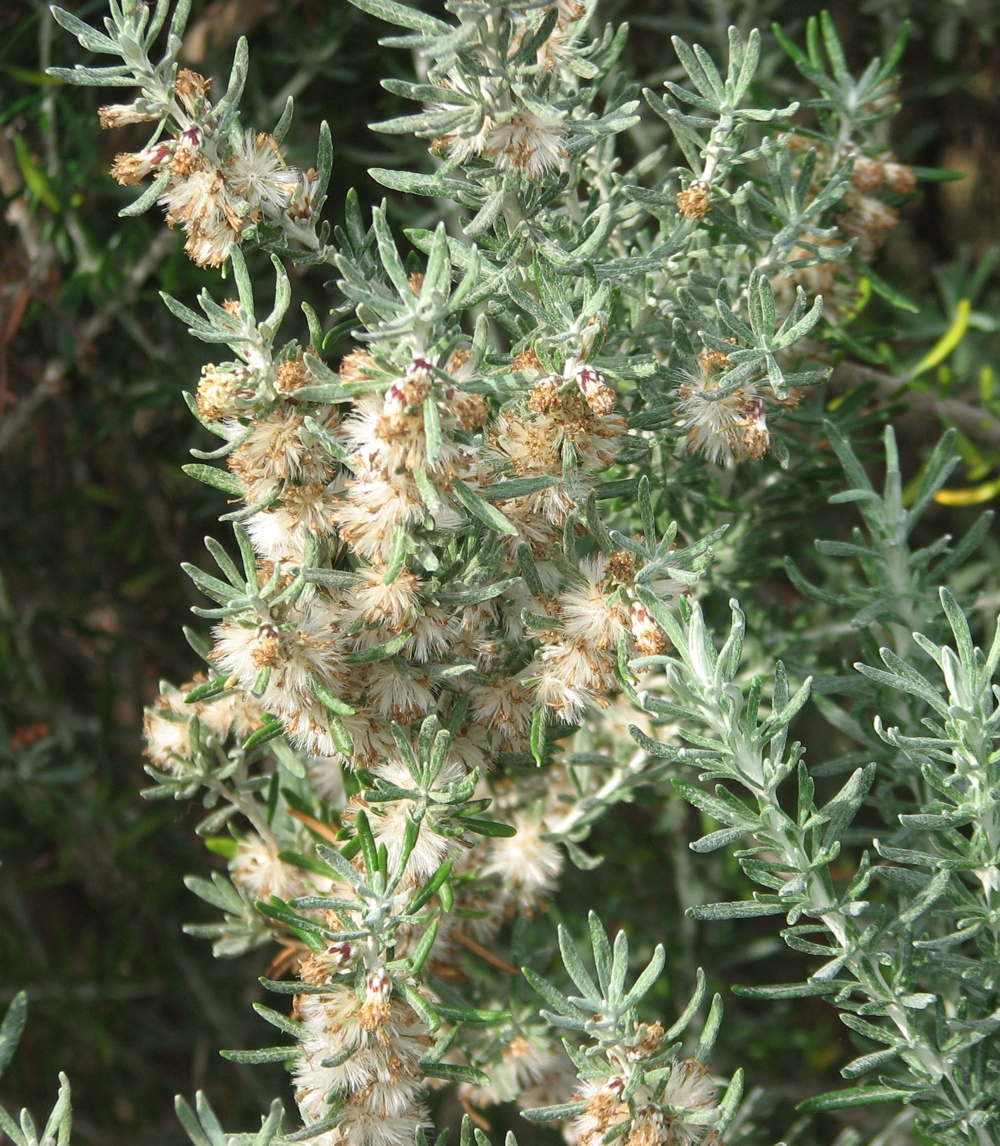
Kleine, einfache Laubblätter und Fruchtstände von Olearia axillaris mit Pappus

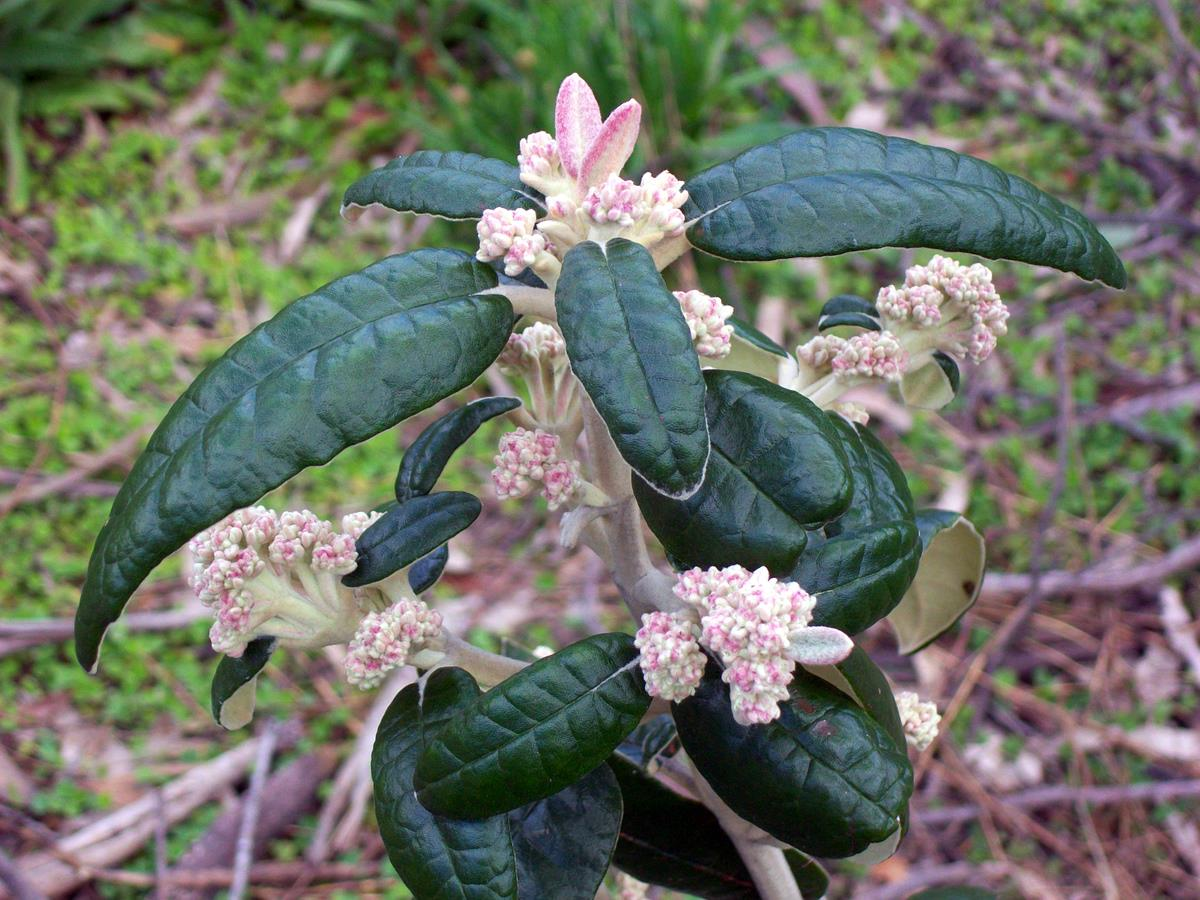
Olearia covenyi

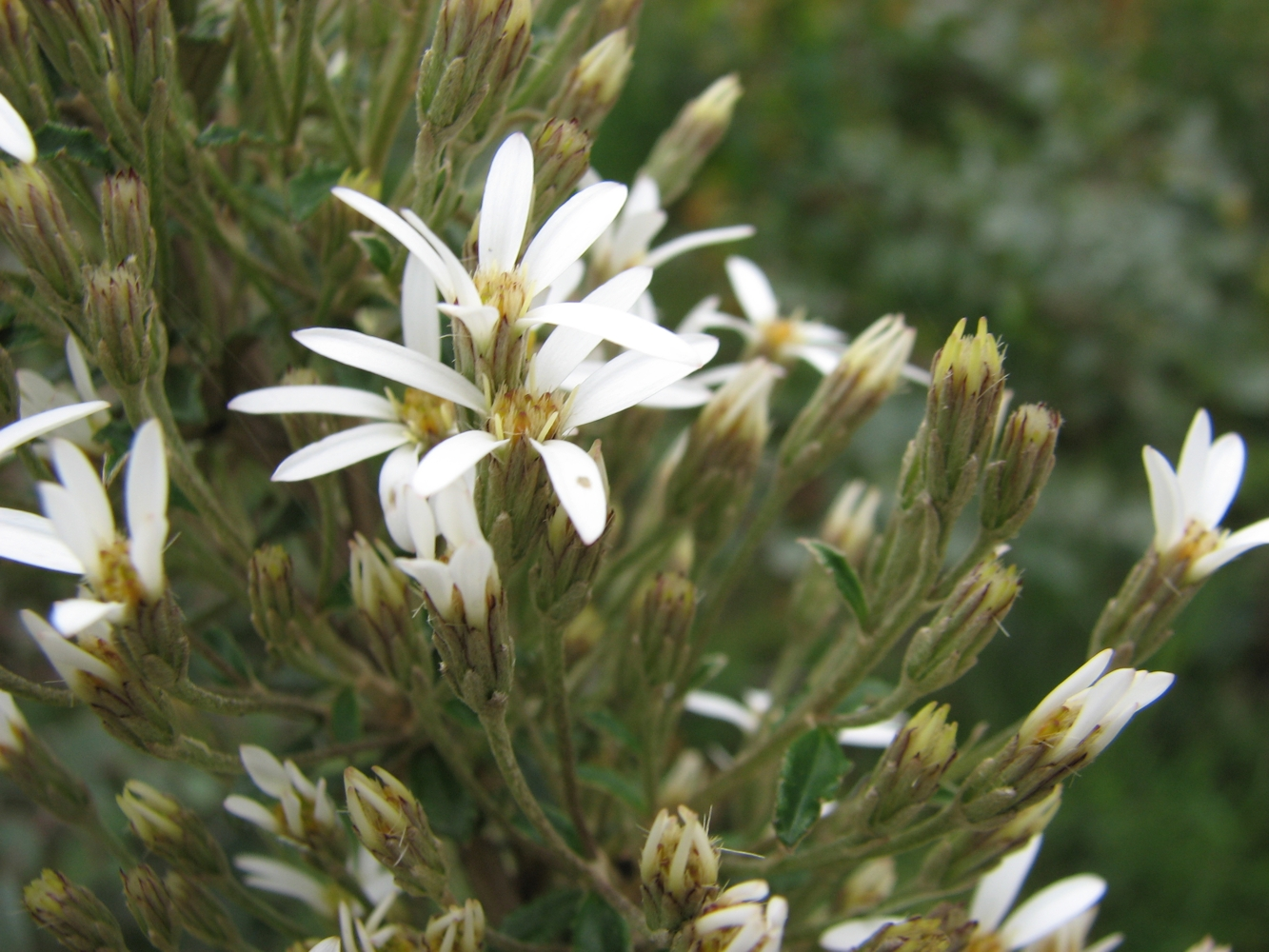
Ausschnitt eines Gesamtblütenstandes mit vielen körbchenförmige Blütenständen an Olearia erubescens

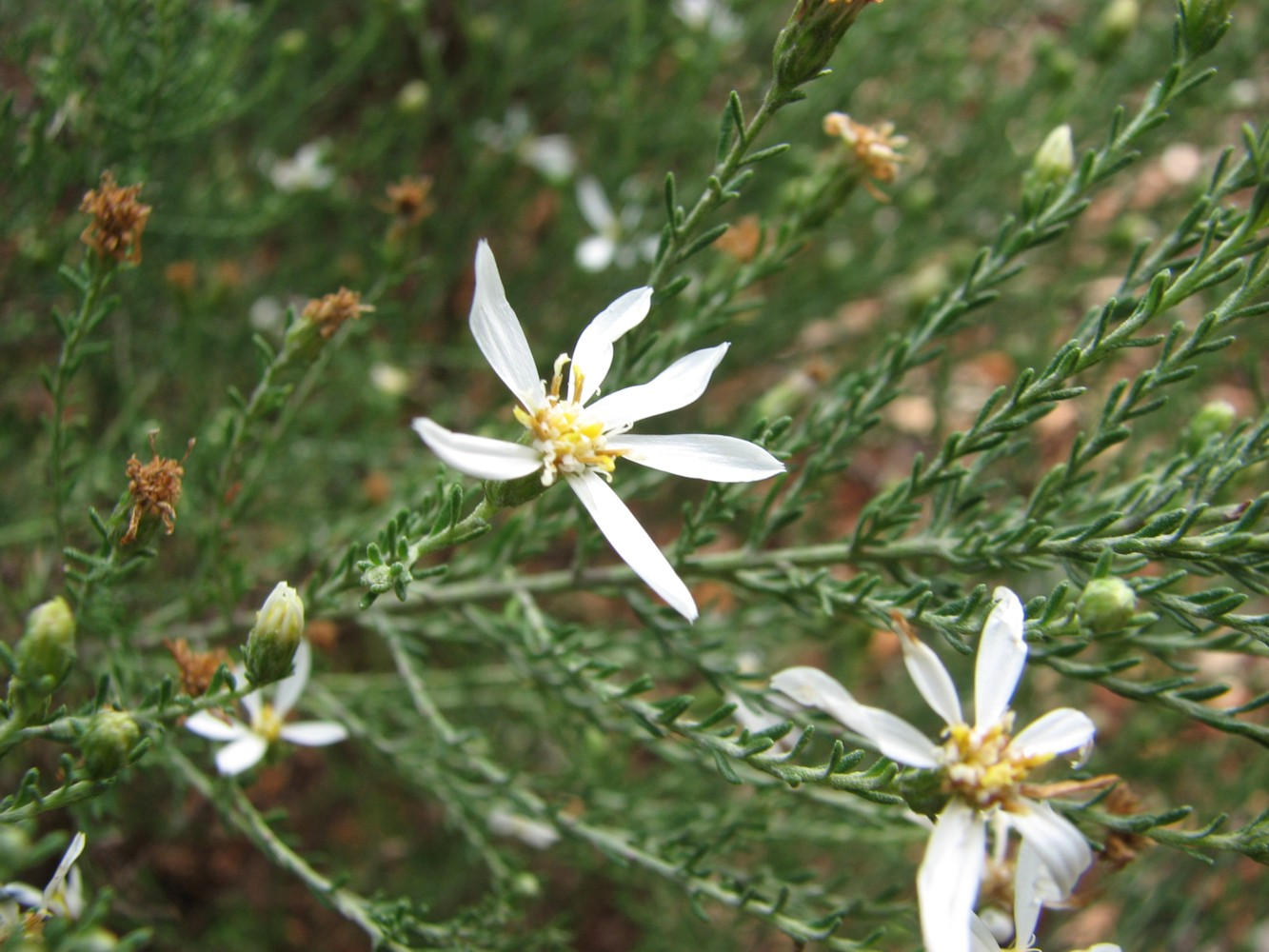
Wechselständige, kleine, einfache Laubblätter und körbchenförmige Blütenstände von Olearia floribunda

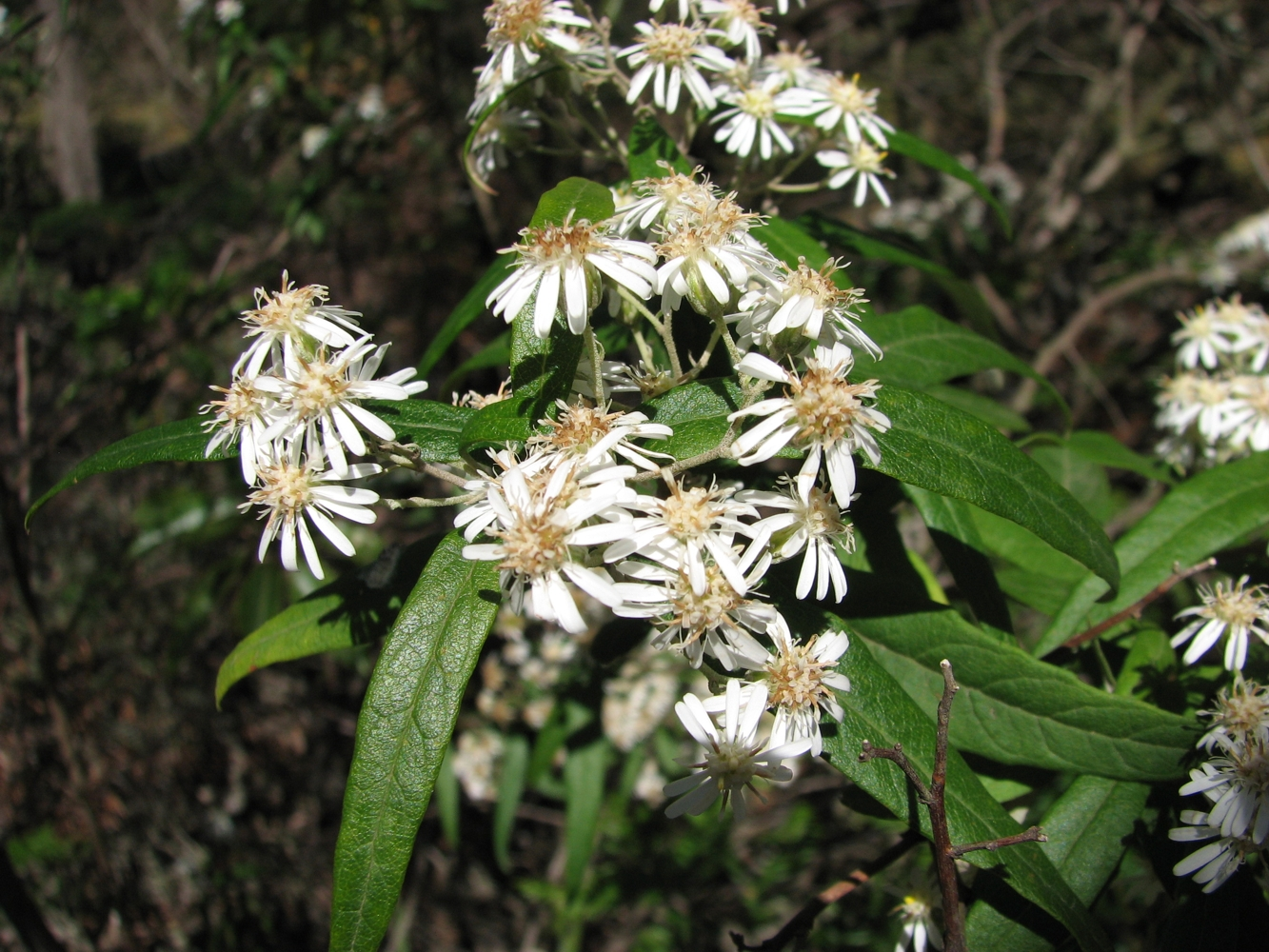
Laubblätter und körbchenförmige Blütenstände von Olearia lirata

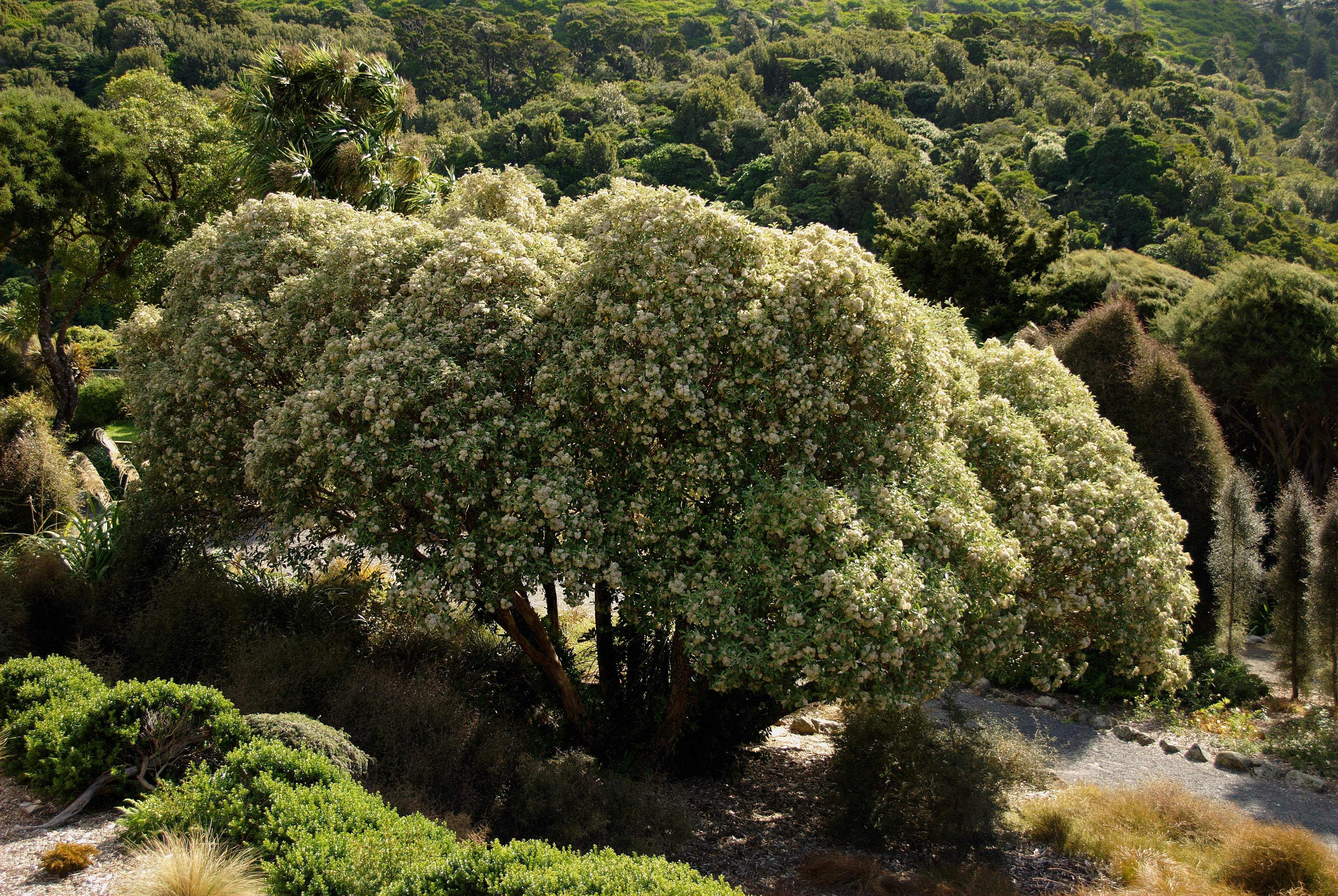
Habitus von Olearia lyalli mit Blütenständen

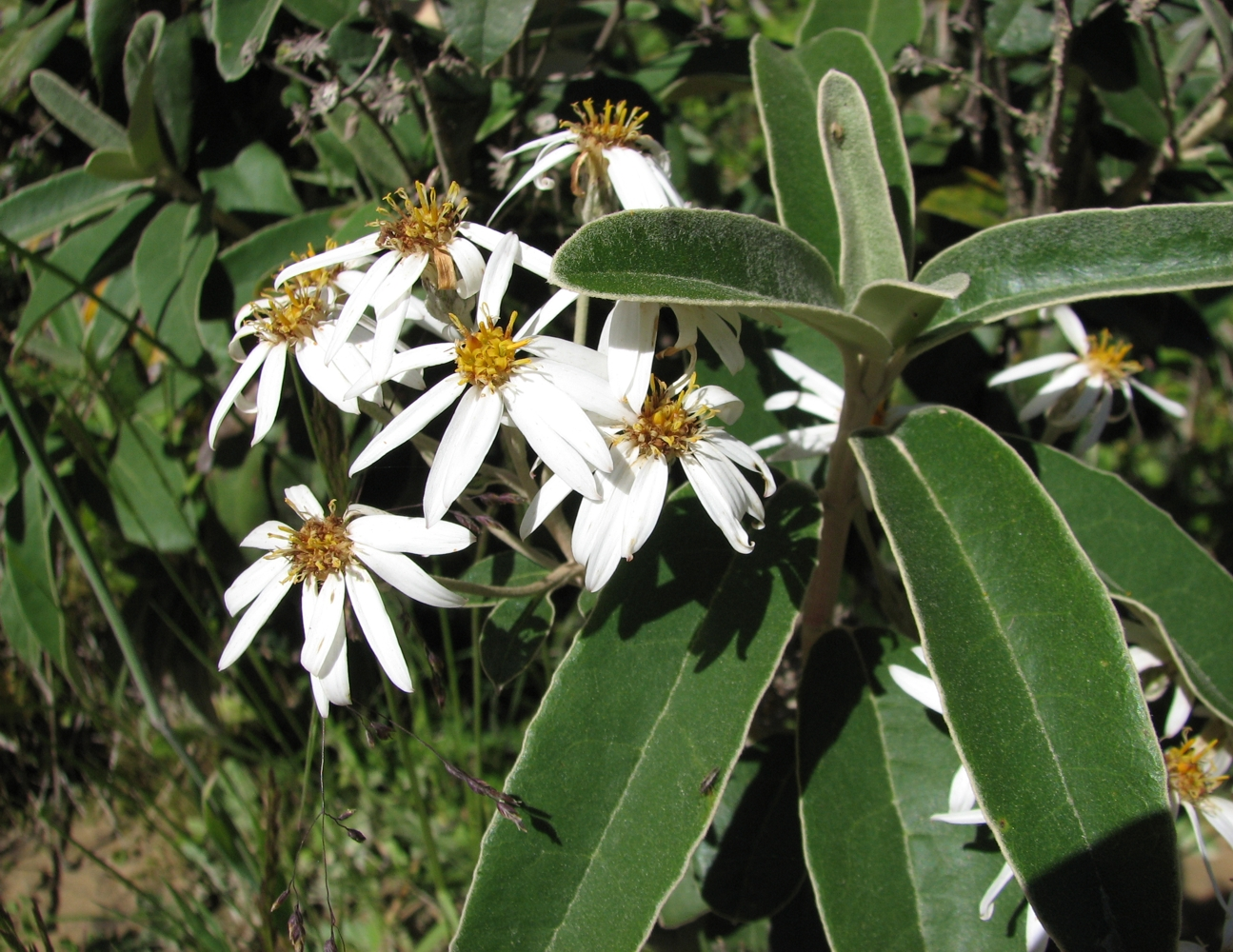
Gegenständige, große, einfache Laubblätter und körbchenförmige Blütenstände von Olearia megalophylla

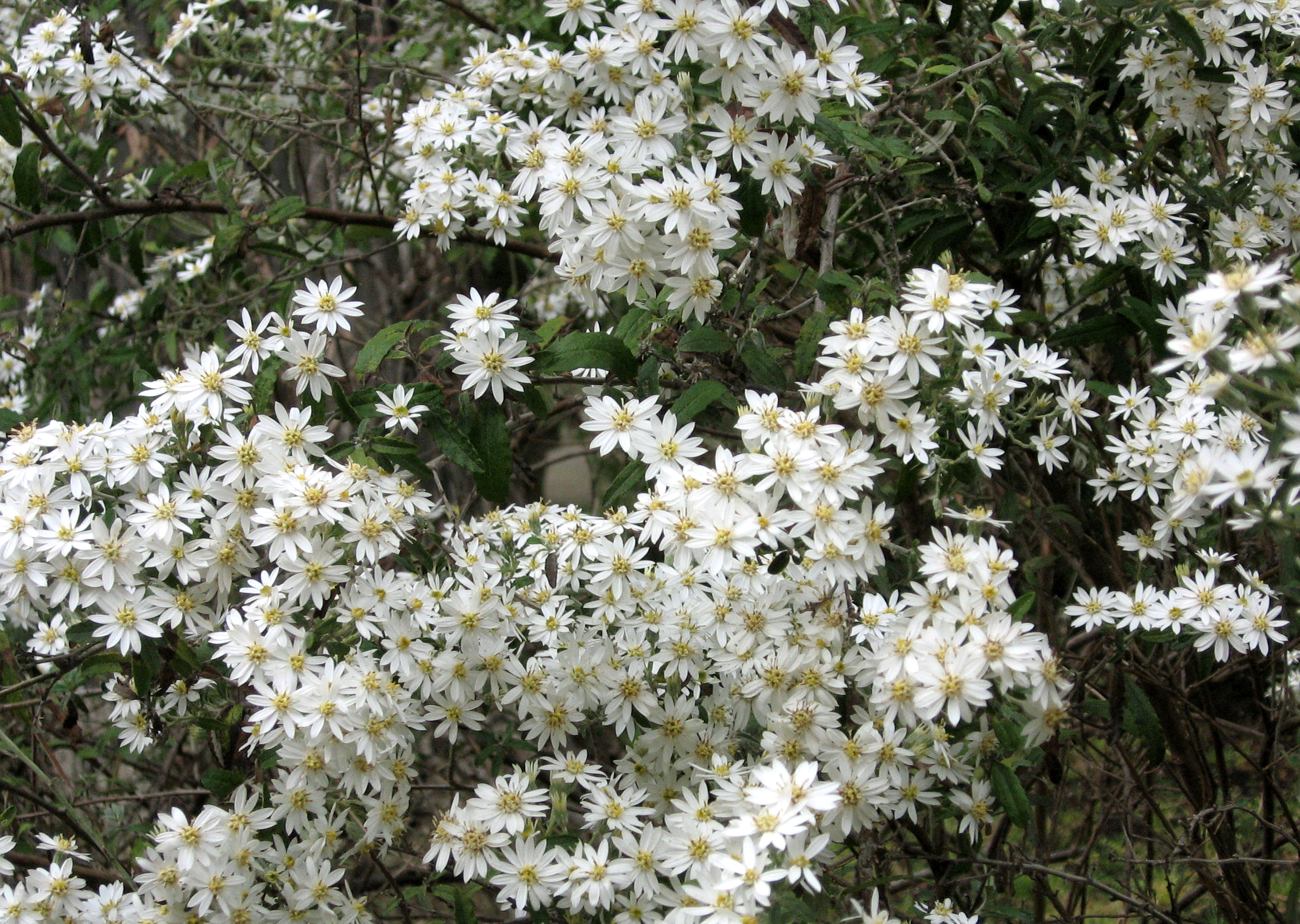
Viele körbchenförmige Blütenstände an Olearia phlogopappa

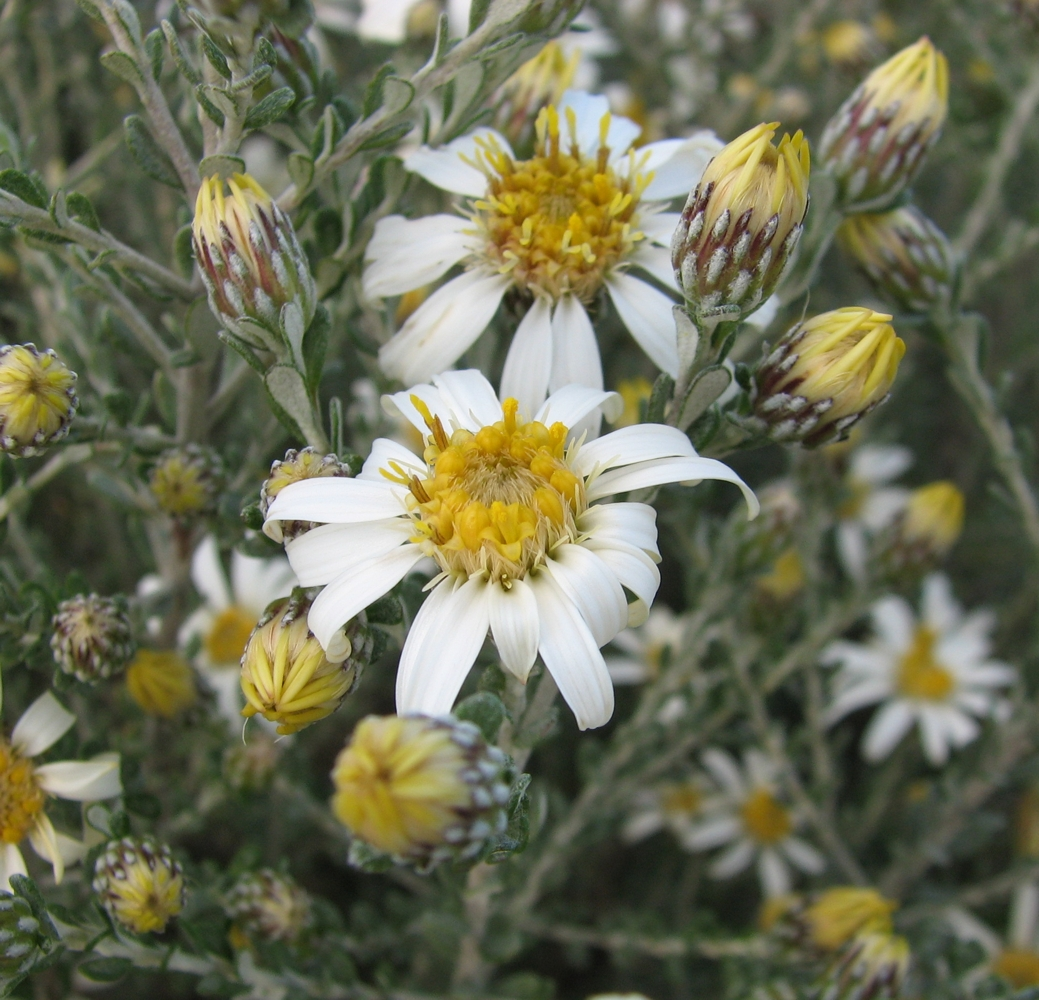
Olearia pimeleoides

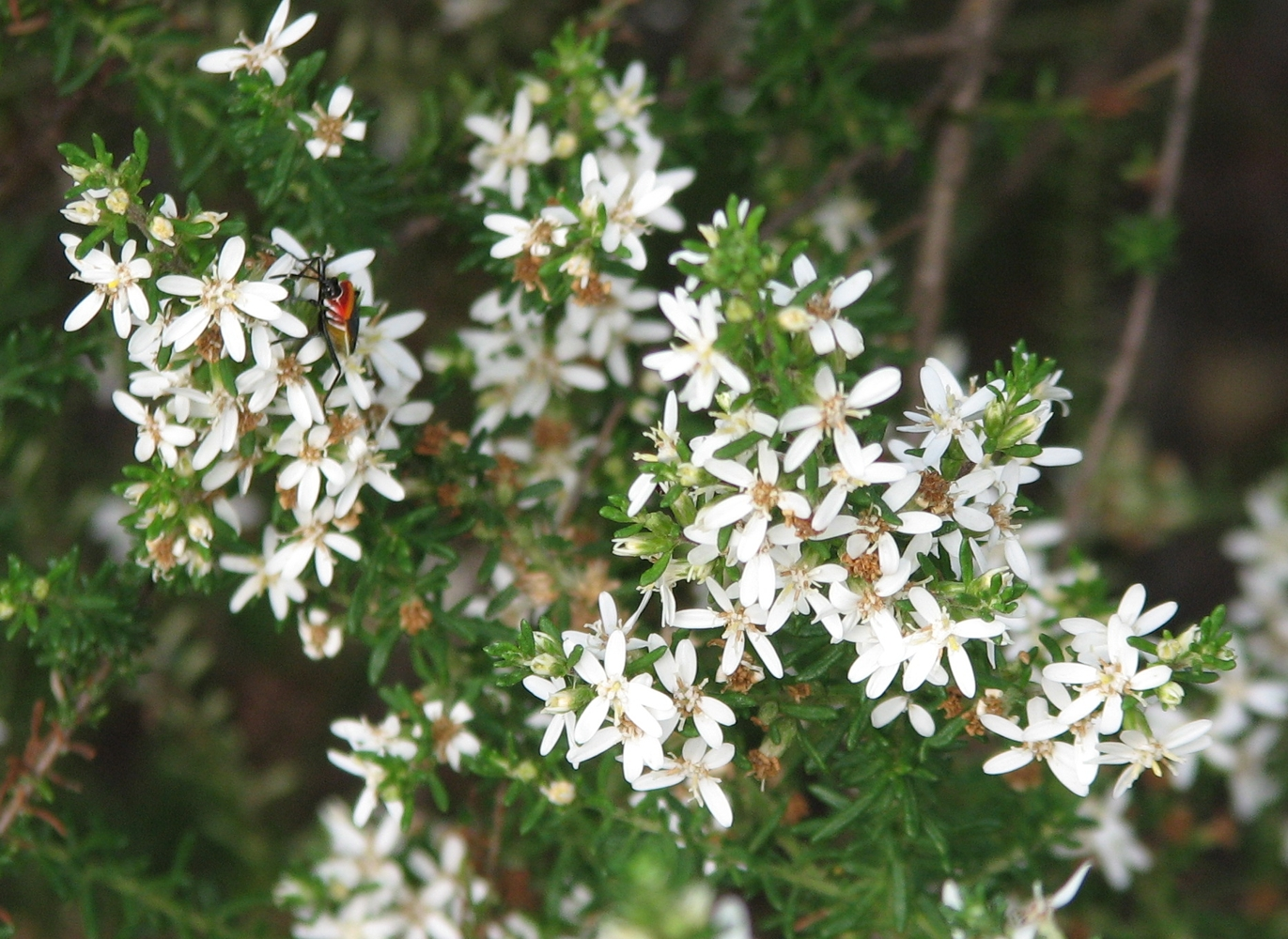
Olearia ramulosa

- Olearia adenolasia (F.Muell.) F.Muell. ex Benth.
- Olearia adenophora (F.Muell.) Benth.
- Olearia aglossa (Maiden & Betche) Lander
- Olearia albida (Hook.f.) Hook.f.: Sie kommt in Neuseeland vor.[2]
- Olearia algida N.A.Wakef.
- Olearia allomii Kirk: Es ist ein Endemit auf der Great Barrier Island.
- Olearia alpicola (F.Muell.) Benth.
- Olearia angustifolia Hook.f.
- Olearia arborescens (G.Forst.) Cockayne & Laing: Sie kommt in Neuseeland vor.[2]
- Olearia archeri Lander
- Olearia argophylla (Labill.) Benth.: Sie kommt im südöstlichen Australien und Tasmanien vor.[2]
- Olearia arguta (R.Br.) Benth.
- Olearia argyrophylla F.Muell.
- Olearia arida E.Pritz.
- Olearia asterotricha (F.Muell.) F.Muell. ex Benth.
- Olearia astroloba Lander & N.G.Walsh
- Olearia avicenniifolia (Raoul) Hook.f.: Sie kommt in Neuseeland vor.[2]
- Olearia axillaris (DC.) F.Muell. ex Benth.
- Olearia ballii (F.Muell.) F.Muell. ex Hemsl.
- Olearia brachyphylla (F.Muell. ex Sond.) N.A.Wakef.
- Olearia brevipedunculata N.G.Walsh
- Olearia bullata H.D.Wilson & Garn.-Jones
- Olearia burgessii Lander
- Olearia calcarea F.Muell. ex Benth.
- Olearia canescens (Benth.) Hutch.
- Olearia × capillaris Buchanan
- Olearia cassiniae (F.Muell.) Benth.
- Olearia chathamica Kirk: Es ist ein Endemit auf Chatham Island.
- Olearia cheesemanii Cockayne & Allan: Sie kommt in Neuseeland vor.[2]
- Olearia chrysophylla (DC.) Benth.: Sie kommt in Queensland und in New South Wales vor.[2]
- Olearia ciliata (Benth.) F.Muell. ex Benth.: Sie kommt in Australien vor.[2]
- Olearia colensoi Hook.f.
- Olearia conocephala F.Muell.
- Olearia cordata Lander
- Olearia coriacea Kirk
- Olearia covenyi Lander
- Olearia crebra E.K.Cameron & Heenan
- Olearia crosby-smithiana Petrie
- Olearia cydoniifolia (DC.) Benth.
- Olearia decurrens (DC.) Benth.
- Olearia durifolia J.Kost.
- Olearia elaeophila (DC.) Benth.
- Olearia elliptica DC.
- Olearia eremaea Lander
- Olearia ericoides (Steetz) N.A.Wakef.
- Olearia erubescens (Sieber ex DC.) Dippel: Sie kommt in Australien vor.[2]
- Olearia ×excorticata Buchanan: Sie kommt in Neuseeland vor.[2]
- Olearia exiguifolia (F.Muell.) Benth.
- Olearia exilifolia F.Muell.
- Olearia exilis S.Moore
- Olearia ferresii (F.Muell.) F.Muell. ex Benth.
- Olearia fimbriata Heads
- Olearia floccosa J.Kost.
- Olearia flocktoniae Maiden & Betche
- Olearia floribunda (Hook.f.) Benth.: Sie kommt in Australien vor.[2]
- Olearia fluvialis Lander
- Olearia fragrantissima Petrie
- Olearia frostii (F.Muell.) J.H.Willis
- Olearia fulvida Archer ex Kuntze
- Olearia furfuracea (A.Rich.) Hook.f.: Sie kommt in Neuseeland vor.[2]
- Olearia gardneri Heads
- Olearia glandulosa (Labill.) Benth.
- Olearia glutinosa (Lindl.) Benth.
- Olearia gordonii Lander
- Olearia grandiflora Hook.
- Olearia gravis (F.Muell.) Benth.
- Olearia gunniana (DC.) Hook.f. ex Hook.
- Olearia ×haastii Hook.f.: Sie kommt in Neuseeland vor.[2]
- Olearia hectorii Hook.f.
- Olearia heleophila F.Muell.
- Olearia heliophila (DC.) Benth.
- Olearia heterocarpa S.T.Blake
- Olearia heterolepis Mattf.
- Olearia heterophila (DC.) Benth.
- Olearia heterotricha Mattf.
- Olearia homolepis (F.Muell.) Benth.
- Olearia hooglandii J.Kost.
- Olearia hookeri (Sond.) Benth.
- Olearia humilis Lander
- Olearia hygrophila (DC.) Benth.
- Olearia ilicifolia Hook.f.: Sie kommt in Neuseeland vor.[2]
- Olearia imbricata (Turcz.) Benth.
- Olearia incana (D.A.Cooke) Lander
- Olearia incondita Lander
- Olearia iodochroa (F.Muell.) F.Muell. ex Benth.
- Olearia kernotii (F.Muell.) Mattf.
- Olearia laciniifolia Lander
- Olearia lacunosa Hook. f.: Sie kommt in Neuseeland vor.[2]
- Olearia lanata J.Kost.
- Olearia lanuginosa (J.H.Willis) N.A.Wakef.
- Olearia lasiophylla Lander
- Olearia laxiflora Kirk
- Olearia ledifolia (DC.) Benth.: Sie kommt in Tasmanien vor.[2]
- Olearia lehmanniana (Steetz) Lander
- Olearia lepidophylla (Pers.) Benth.
- Olearia lepidota Mattf.
- Olearia leptocephala J.Kost.
- Olearia lineata Cockayne: Sie kommt in Neuseeland vor.[2]
- Olearia lirata (Sims) Hutch.: Sie kommt in Australien vor.[2]
- Olearia lyallii Hook.f.
- Olearia macdonnellensis D.A.Cooke
- Olearia macrodonta Baker: Sie kommt in Neuseeland vor.[2]
- Olearia magniflora (F.Muell.) F.Muell. ex Benth.
- Olearia × matthewsii Heenan
- Olearia megalophylla (F.Muell.) F.Muell. ex Benth.: Sie kommt in Australien vor.[2]
- Olearia microdisca J.M.Black
- Olearia microphylla (Vent.) Maiden & Betche
- Olearia minor (Benth.) Lander
- Olearia montana Lander
- Olearia monticola F.M.Bailey: Sie kommt in Neuguinea vor.[2]
- Olearia mooneyi (F.Muell.) F.Muell. ex Hemsl.
- Olearia moschata Hook.f.: Sie kommt in Neuseeland vor.[2]
- Olearia mucronata Lander
- Olearia muelleri (Sond.) Benth.: Sie kommt in Australien vor.[2]
- Olearia muricata (Steetz) Benth.
- Olearia myrsinoides (Labill.) F.Muell. ex Benth.: Sie kommt in Australien vor.[2]
- Olearia nernstii (F.Muell.) F.Muell. ex Benth.: Sie kommt in Australien vor.[2]
- Olearia nummulariifolia (Hook.f.) Hook.f.: Sie kommt in Neuseeland vor.[2]
- Olearia obcordata (Hook.f.) Benth.
- Olearia occidentissima Lander
- Olearia odorata Petrie: Sie kommt in Neuseeland vor.[2]
- Olearia ×oleifolia Kirk: Sie kommt in Neuseeland vor.[2]
- Olearia oliganthema (F.Muell.) F.Muell. ex Benth.
- Olearia oppositifolia (F.Muell.) Lander
- Olearia pachycephala J.Kost.
- Olearia pachyphylla Cheeseman
- Olearia pallida J.Kost.
- Olearia paniculata Druce: Sie ist in Neuseeland auf der Nord- und Südinsel beheimatet.[2]
- Olearia pannosa Hook.: Sie kommt in Australien vor.[2]
- Olearia passerinoides (Turcz.) Benth.
- Olearia paucidentata (Steetz) Benth.: Sie kommt in Australien vor.[2]
- Olearia persoonioides (DC.) Benth.: Sie kommt in Tasmanien vor.[2]
- Olearia phlogopappa (Labill.) DC.: Sie kommt in zwei Varietäten in Australien vor.[2]
- Olearia picridifolia (F.Muell.) Benth.
- Olearia pimeleoides (DC.) Benth.: Sie kommt in Australien vor.[2]
- Olearia pinifolia (Hook.f.) Benth.: Sie kommt in Tasmanien vor.[2]
- Olearia platyphylla Mattf.
- Olearia plucheacea Lander
- Olearia polita H.D.Wilson & Garn.-Jones
- Olearia quercifolia Sieber ex DC.
- Olearia quinquevulnera Heenan
- Olearia racemosa Domin
- Olearia ramosissima (DC.) Benth.
- Olearia ramulosa (Labill.) Benth.: Sie kommt in Australien vor.[2]
- Olearia rani (A.Cunn.) Druce: Sie kommt in Neuseeland vor.[2]
- Olearia revoluta F.Muell. ex Benth.
- Olearia rhizomatica Lander: Sie gedeiht über Granit in den Brindabella und Tinderry Bergen in New South Wales.
- Olearia rosmarinifolia (DC.) Benth.
- Olearia rudis (Benth.) F.Muell. ex Benth.
- Olearia rufa J.Kost.
- Olearia rugosa (F.Muell. ex W.Archer) Hutch.
- Olearia semidentata Decne.: Es ist ein Endemit auf Chatham Island.
- Olearia solandri (Hook.f.) Hook.f.: Sie kommt in Neuseeland vor.[2]
- Olearia speciosa Hutch.: Sie kommt in Australien vor.[2]
- Olearia spectabilis J.Kost.
- Olearia stellulata (Labill.) DC.: Sie kommt in Australien vor.[2]
- Olearia stenophylla N.G.Walsh
- Olearia stilwelliae Blakely
- Olearia strigosa (Steetz) Benth.
- Olearia stuartii (F.Muell.) Benth.: Sie kommt in Australien vor.[2]
- Olearia suavis Cheeseman
- Olearia subrepanda (DC.) Hutch.
- Olearia subspicata (Hook.) Benth.
- Olearia suffruticosa D.A.Cooke
- Olearia tasmanica W.M.Curtis
- Olearia tenuifolia (DC.) Benth.
- Olearia teretifolia F.Muell.: Sie kommt in Australien vor.[2]
- Olearia thomsonii Cheeseman
- Olearia tomentosa (J.C.Wendl.) Benth.: Sie kommt in Australien vor.[2]
- Olearia townsonii Cheeseman
- Olearia traillii Kirk
- Olearia traversii (F.Muell.) Hook.f.: Sie kommt in Neuseeland vor.[2]
- Olearia trifurcata Lander
- Olearia tubuliflora Benth.
- Olearia velutina J.Kost.
- Olearia vernonioides C.T.White & W.D.Francis
- Olearia virgata (Hook.f.) Hook.f.: Sie kommt in Neuseeland vor.[2]
- Olearia viscidula (F.Muell.) Benth.: Sie kommt in den australischen Bundesstaaten New South Wales und Victoria vor.
- Olearia viscosa (Labill.) Benth.: Sie kommt in Australien vor.[2]
- Olearia xerophila (F.Muell.) Benth.